# ディアパソン
株式会社ディアパソン（DIAPASON）は、かつて存在した浜松市のピアノ関連会社である。DIAPASONブランドのグランドピアノおよびアップライトピアノの卸販売を行っていた。河合楽器製作所の子会社であったが、2017年6月1日に河合楽器製作所と合併して解散した。Diapasonはフランス語（および英語）で「音域」や「音叉」の意味。
ディアパソンピアノは2018年現在、カワイの一ブランドとして販売されている。

## 沿革
- 1947年 - 大橋幡岩が曳馬木工所を設立し、ディアパソンピアノの試作品を製作。
- 1948年 - 大橋幡岩が浜松楽器製作所の技術部長に就任。ディアパソン第1号が完成[2]。
- 1949年 - 浜松楽器製作所と曳馬木工所が合併し、浜松楽器工業株式会社が設立。
- 1958年 - 浜松楽器工業 (株) が河合楽器製作所の子会社となる。
- 1958年 - 大橋幡岩が大橋ピアノ研究所を設立して独立。
- 1980年 - 大橋幡岩　逝去
- 1986年 - 株式会社ディアパソン設立。
- 1995年 - 大橋巌（大橋幡岩の息子で２代目）が急逝したことに伴い、大橋ピアノ研究所が廃業。
- 2017年 - 河合楽器製作所と株式会社ディアパソンが合併し解散[3]。以降、河合楽器製作所がDIAPASONブランドで生産を続けている。

## ピアノの特徴
大橋幡岩が戦後、ヨーロッパ製ピアノに負けない国産ピアノを目指し、総一本張り式の弦やアグラフなど、採算性を度外視し理想を追求した設計となっている。また、現在ほとんどのグランドピアノで使われている高音部の倍音を増強するためのデュープレックススケール方式を採用していない。そのため、大橋が設計したピアノは、他メーカーのピアノに比べて混じりけのない、中立的な音色であると評されることが多い。